# Urania TV
Urania TV è un canale televisivo italiano a diffusione nazionale, trasmesso sul digitale terrestre al canale 260 e, con il brand Urania News, su Samsung TV Plus e Rakuten TV. L'emittente è focalizzata sull'informazione istituzionale, politica ed economica, con particolare attenzione al rapporto tra imprese, cittadini e pubbliche amministrazioni.

## Storia
Urania TV ha iniziato ufficialmente le sue trasmissioni il 14 novembre 2024, subentrando alla numerazione precedentemente assegnata a BFC-Forbes, da cui è stata rilevata. Il canale è visibile in chiaro su Smart TV, sfruttando la tecnologia Hbb-TV (Hybrid Broadcast Broadband TV).
Nel maggio 2025, Urania Media ha ampliato la sua offerta con il lancio di Urania News, un canale informativo 24/7 in formato FAST (Free Ad‑Supported Streaming TV), disponibile gratuitamente dal 14 maggio 2025 su Samsung TV Plus in Italia. La nuova offerta posiziona Urania tra i primi editori italiani a sperimentare un canale FAST dedicato all’economia, alla politica e all’informazione istituzionale, e si aggiunge all’attuale lineup di notizie internazionali presenti su Samsung TV Plus.
Il 22 luglio 2025, Urania Media ha annunciato l'avvio delle trasmissioni in formato FAST anche su Rakuten TV diventando il primo canale italiano di news presente sulla piattaforma, affiancandosi a un bouquet di emittenti internazionali come The Guardian, Reuters, Newsworld, CNN, Bloomberg, Euro News .

## Profilo editoriale
Urania TV si caratterizza per una programmazione orientata all’analisi delle dinamiche istituzionali italiane ed europee, all’approfondimento delle politiche pubbliche e al confronto tra rappresentanti del mondo produttivo, accademico e politico. I contenuti sono realizzati dagli Utopia Studios.

## Proprietà
Urania TV è gestita da Urania Media, società editoriale fondata da Giampiero Zurlo secondo azionista di Base per Altezza, società editoriale delle testate Formiche, Air Press, Decode39.com e Healthcare Policy.

## Programmazione
La programmazione dell’emittente è incentrata su format che trattano temi di attualità istituzionale, economica e sociale. Tra i principali programmi:
- L'Economista: talk show settimanale di approfondimento economico con analisi, grafici e interventi di esperti del settore;[10]

- Il Mondo Nuovo: programma condotto da Claudio Velardi, direttore de Il Riformista;
- Rassegna Stampa politicamente scorrettissima: rubrica a cura di Daniele Capezzone, direttore editoriale di Libero;
- Radar: talk show moderato da Roberto Arditti e Gaia De Scalzi, nato dalla collaborazione con Formiche TV;
- Largo Chigi – vista sulla Politica: talk focalizzato sull’analisi delle dinamiche politiche nazionali e internazionali, condotto da Alessandro Caruso (condirettore) e Paolo Bozzacchi (vicedirettore) di The Watcher Post.

## Diffusione
Urania TV è visibile in tutta Italia sul canale 260 del digitale terrestre e, con il brand Urania News, su Samsung TV Plus e Rakuten TV. L’inserimento nel multiplex Persidera 3 e sulle piattaforme Samsung e Rakuten ha garantito una copertura capillare del territorio nazionale.